# José Álvarez de Bohórquez
José Álvarez de Bohórquez (n. 23 martie 1895, Madrid, Noua Castilie⁠(d), Spania – d. 27 februarie 1993, Madrid, Spania) a fost un călăreț ce a reprezentat Spania, medaliat olimpic. A participat la două ediții ale Jocurilor Olimpice (1924, 1928) în care a câștigat o medalie de aur.